# Nerve (groupe)
Pour les articles homonymes, voir Nerve.
Nerve est un groupe de metal industriel néerlandais formé en 1992 par Phil Mills et par Tom Holkenborg. Après la réalisation de deux albums, le groupe se sépare en 1996 et Tom Holkenborg commence une carrière solo à succès sous le pseudonyme de Junkie XL.

## Biographie
Nerve est formé en 1992 par Phil Mills et par Tom Holkenborg. Le groupe publie son premier album studio, intitulé Cancer of Choice, au label Play It Again Sam. L'album comprend un total de onze chansons. La même année sort l'EP Dedalus. L'année suivante, en 1995, le groupe publie son deuxième album studio, Blood and Gold, toujours au label Play It Again Sam. Après la réalisation de ces deux albums, le groupe se sépare en 1996, et Tom Holkenborg commence une carrière solo à succès sous le pseudonyme de Junkie XL.

## Discographie

### Albums studio
- 1994 : Cancer of Choice
- 1995 : Blood and Gold

### EP
- 1994 : Dedalus
- 1994 : Fragments
- 1995 : Blood